# Paula de Roma
Santa Paula, también conocida como Santa Paula de Roma (347-404), fue una antigua santa romana, discípula de san Jerónimo y fundadora de monasterios en la Tierra Santa. Es considerada copatrona de la Orden de San Jerónimo.

## Entrada en la vida religiosa
A los treinta y dos años de edad, Paula quedó viuda. Siguió dedicándose a su familia, pero se interesó más en la religión conforme fue pasando el tiempo.    
A través de la influencia de Marcela y su grupo, Paula se hizo un miembro entusiasta de este grupo de mujeres medio monjas. En 382, conoció a san Jerónimo, quien había ido a Roma con san Epifanio y el obispo Paulino de Antioquía. Nacido en Dalmacia, Jerónimo había estudiado en Roma de joven y había viajado a Alemania y Aquilea, y durante varios años había vivido en Oriente como asceta y escolar. Ella nunca en su vida había sido Católica (Cristiana).

## Familia de Santa Paula
Miembro de una de las más ricas familias senatoriales que frívolamente se decía descendiente de Agamenón, Paula era la hija de Blesila, del gran clan de los Furio Camilo. A los quince años de edad, Paula se casó con el noble Toxocio, con quien tuvo cuatro hijas, Blesila, Paulina, Eustoquia y Rufina. También tuvo un hijo, del mismo nombre Toxocio. Sabemos sobre los primeros años de santa Paula a través de los escritos de san Jerónimo. En su carta 108, afirma que ella había llevado una vida de lujo y que tenía gran estatus. Vestía en sedas, y había sido llevada por la ciudad por sus esclavos eunucos. La fuente principal sobre la vida de Paula son las cartas de san Jerónimo (P. L., XXII). La vida de santa Paula se encuentra en la Carta CVIII. Otras cartas que se refieren a ella en particular y a su familia son XXII, XXX, XXXI, XXXIII, XXXVIII, XXXIX, LXVI, CVII.
Paula casó a su hija, Paulina (m. 395), con el senador san Pamaquio; Blesila pronto se quedó viuda y murió en 384. De sus otras dos hijas, Rufina murió en 386, y Eustoquia acompañó a su madre a Oriente donde murió en 419. Su hijo, Toxocio, al principio no cristiano, pero bautizado en 385, se casó en 389 con Leta, hija del sacerdote pagano Albino. De este matrimonio nació Paula la Menor, quien en 404 se reunió con Eustoquia en Tierra Santa y en 420 cerró los ojos de san Jerónimo. Estos son nombres que aparecen en las cartas de san Jerónimo, donde son inseparables del de Paula. Se ha señalado que san Eustoquio de Tours fue el hermano de Paula la Menor y el hijo de Toxocio.

## En Tierra Santa

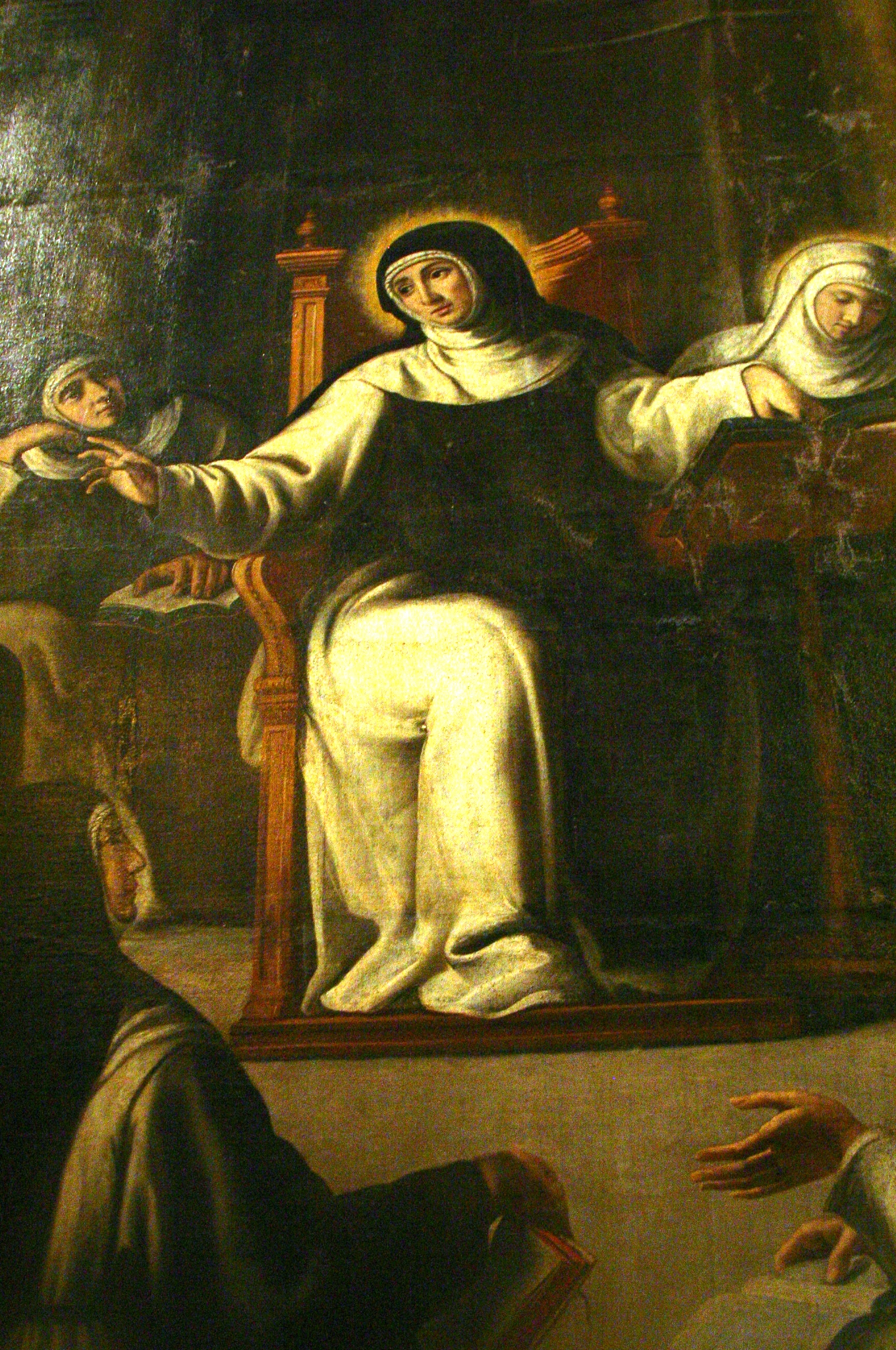
Santa Paula con las monjas –, pintura de André Reinoso en el Monasterio de los Jerónimos de Belém en Lisboa, Portugal.

La muerte de Blesila y la del papa Dámaso I en 384 cambió completamente el estilo de vida de Paula y Jerónimo. En septiembre de 385, Paula y Eustoquia dejaron Roma para seguir la vida monástica en Oriente. Jerónimo, quien los había precedido allí un mes antes, se unió con ellos en Antioquía. Paula primero hizo con gran detalle la peregrinación de todos los lugares famosos de Tierra Santa, más tarde se fue a Egipto para aprender de las prácticas de los anacoretas y cenobitas, y finalmente trasladó su residencia a Belén, como hizo san Jerónimo. Entonces comenzó para Paula, Eustoquia y Jerónimo su definitiva forma de vida. 
Fundaron dos monasterios, uno de mujeres y otro de hombres. Paula y Eustaquia asumieron una gran parte en las labores exegéticas de Jerónimo, y se sometieron más y más a su dirección. Un ejemplo de su forma de pensamiento y escritura que pueden verse en la carta que escribieron desde Belén alrededor de 386 a Marcela para persuadirla de que dejara Roma y se uniera a ellos; en su Carta XLVI de la correspondencia de san Jerónimo. 
Se vieron involucrados en los acontecimientos de su época, primero la controversia en relación con el origenismo que influyó en sus relaciones con Juan, obispo de Jerusalén, y más tarde la necesidad de Paula de dinero (ella era extravagante en sus regalos de caridad y dejó a Eustoquia hundido en deudas). 
Paula murió a la edad de 56 y fue enterrada debajo de la Basílica de la Natividad en Belén.

## Relación con San Jerónimo

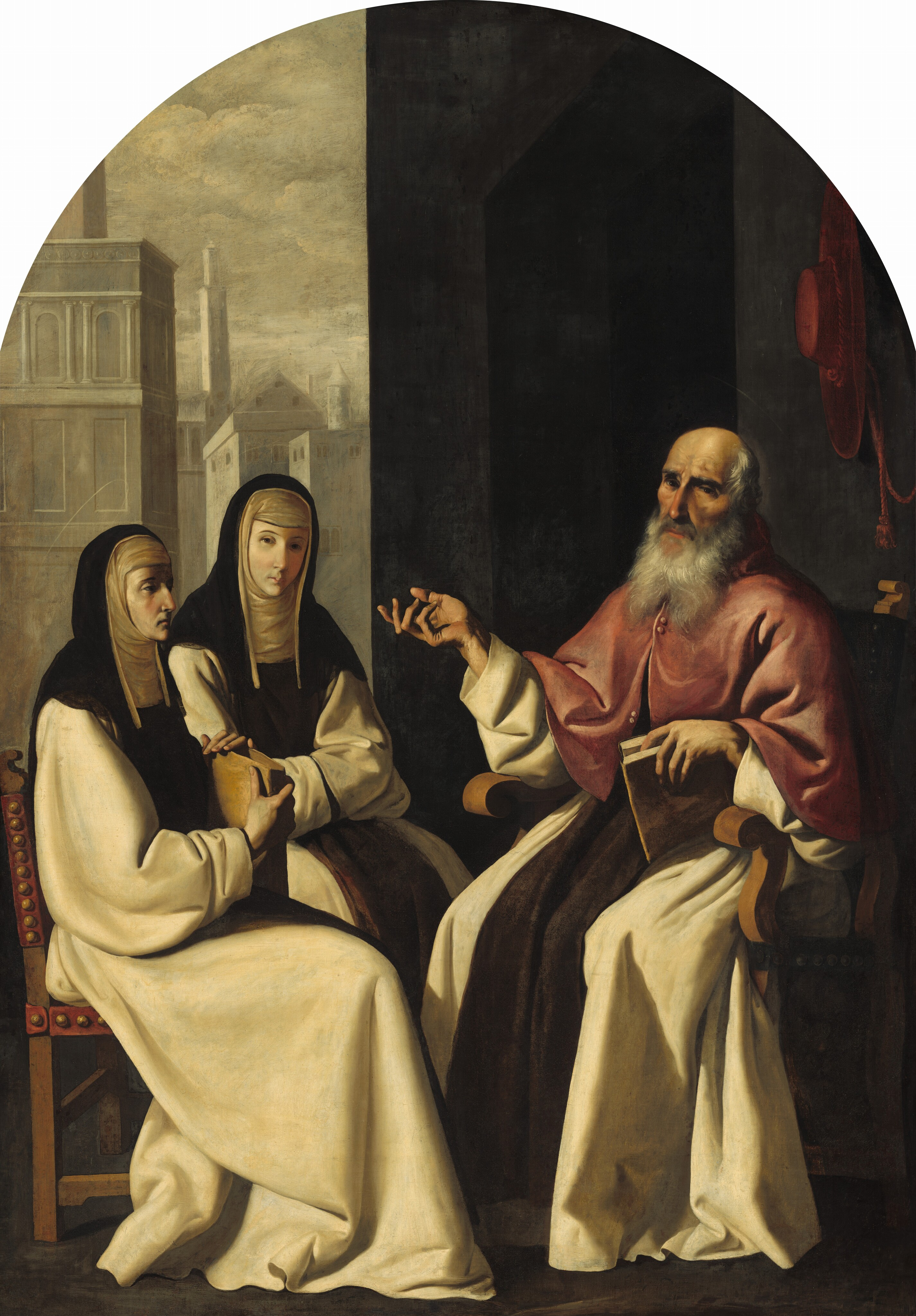
San Jerónimo en la compañía de Santa Paula y Santa Eustoquia (cuadro de Francisco de Zurbarán, en la Galería Nacional de Arte).

Paladio afirma que Santa Paula le fue a San Jerónimo de gran utilidad en sus trabajos bíblicos (véase Vulgata y traducciones de la Biblia), pues su padre le había enseñado el griego y en ella había aprendido suficiente hebreo en Palestina como para cantar los salmos en la lengua original. Además, San Jerónimo la había iniciado en las cuestiones exegéticas lo bastante para que Paula pudiese seguir con interés su discusión con el obispo Juan de Jerusalén sobre el origenismo. Aunque no fue designada como oficial de facto lo fue durante 15 siglos. 
Los enemigos de Jerónimo encontraron que sus denuncias respecto a la indulgencia clerical y su defensa de abnegación eran raros cuando ellos consideraban su íntima relación con Paula. Se ha sugerido que hubo una relación amorosa entre Jerónimo y Paula.
Una anécdota sobre san Jerónimo, con origen en el siglo XII, dice que el clero romano hostil a Jerónimo planeó expulsarlo de la ciudad por colocar ropa de mujer cerca de su cama. Cuando Jerónimo despertó en mitad de la noche para acudir al servicio de maitines, sin darse cuenta se vistió con aquellas ropas femeninas. Así que le acusaron de tener a una mujer en su cama. La historia reconoce, aunque al mismo tiempo lo desacredita como una maliciosa calumnia, la relación de Jerónimo con mujeres, como la clase de relación que se presume que tuvo con Paula.
Chaucer jugó con la relación entre Jerónimo y Paula cuando escribe el prólogo de la esposa de Bath. Chaucer hace que la esposa visite los mismos lugares de peregrinación que Paula, y hace que cite constantemente, no a autores clásicos, sino a Jerónimo. Muchos de sus comentarios son contra-argumentos a aquellos extendidos por san Jerónimo, principalmente en su obra Contra Joviniano.
Paladio, contemporáneo de Jerónimo, creía que Paula se veía entorpecida por Jerónimo: "Pues aunque ella era capaz de superar todo, teniendo grandes habilidades, él la entorpecía por su celo, habiéndola obligado a seguir su propio plan".